# Danny Salisbury
Danny Louis Salisbury, spesso indicato erroneamente con il cognome Salisbery (Temple, 13 febbraio 1957), è un ex cestista statunitense.

## Carriera
Selezionato al secondo giro del Draft NBA 1979 dai Golden State Warriors, non giocò tuttavia mai in NBA. La sua carriera proseguì in Philippine Basketball Association con gli N-Rich.